# Емерсон (Њу Џерзи)
Емерсон (енгл. Emerson) град је у америчкој савезној држави Њу Џерзи.

## Демографија
По попису из 2010. године број становника је 7.401, што је 204 (2,8%) становника више него 2000. године.
| Група             | 2000.         | 2010.         |
| Белци             | 6.209 (86,3%) | 5.986 (80,9%) |
| Афроамериканци    | 61 (0,8%)     | 80 (1,1%)     |
| Азијати           | 568 (7,9%)    | 633 (8,6%)    |
| Хиспаноамериканци | 332 (4,6%)    | 619 (8,4%)    |
| Укупно            | 7.197         | 7.401         |